# Syrphoctonus tarsatorius
Syrphoctonus tarsatorius är en stekelart som först beskrevs av Georg Wolfgang Franz Panzer 1809.  Syrphoctonus tarsatorius ingår i släktet Syrphoctonus och familjen brokparasitsteklar. Arten är reproducerande i Sverige. Inga underarter finns listade i Catalogue of Life.